# Roxanne Dunbar-Ortiz
Roxanne Dunbar-Ortiz (San Antonio, 10 settembre 1938) è una scrittrice e storica statunitense.

## Primi anni
Nata a San Antonio, in Texas, nel 1938 da una famiglia dell'Oklahoma, Roxanne Dunbar-Ortiz è cresciuta nell'Oklahoma centrale. Il nonno paterno di Dunbar, un colone di origini scozzesi-irlandesi, era un agricoltore terriero, veterinario, attivista sindacale e membro del Partito socialista in Oklahoma e anche membro degli Industrial Workers of the World, gli "Wobblies". Suo padre prende il nome dal leader dei lavoratori industriali del mondo Moyer Haywood Pettibone Scarberry Dunbar. Le storie di suo padre su suo nonno l'hanno ispirata all'attivismo per la giustizia sociale per tutta la vita.
Sposata a 18 anni, lei e suo marito si sono trasferiti a San Francisco tre anni dopo, dove ha vissuto la maggior parte degli anni, anche dopo il divorzio. La sua vita fino alla partenza dall'Oklahoma è raccontata in Red Dirt: Growing Up Okie. Ha una figlia di nome Michelle. In seguito ha sposato lo scrittore Simon J. Ortiz.
Dunbar-Ortiz si è laureata al San Francisco State College nel 1963, specializzandosi in storia. Ha iniziato gli studi universitari presso il Dipartimento di storia presso l'Università della California - Berkeley, ma si è trasferita all'Università della California, Los Angeles, completando il dottorato in storia nel 1974. Oltre al dottorato, ha conseguito il Diplôme of the International Law of Human Rights presso l'International Institute of Human Rights di Strasburgo nel 1983 e un MFA in Creative Writing al Mills College nel 1993.

## Attivismo
Dal 1967 al 1974 è stata un'attivista a tempo pieno negli Stati Uniti, in Europa, in Messico e a Cuba. È anche una veterana del movimento di liberazione delle donne. Nel 1968 fonda il collettivo femminista radicale separatista Cell 16. Outlaw Woman: Memoir of the War Years delinea questo periodo della sua vita, raccontando gli anni dal 1960 al 1975. Ha contribuito con il pezzo Female liberation as the basis for social revolution all'antologia del 1970 Sisterhood is Powerful: An Anthology of Writings From The Women's Liberation Movement, a cura di Robin Morgan.
Nel 1974 ha accettato l'incarico di professore assistente nel nuovo programma di studi sui nativi americani presso la California State University di Hayward, dove ha contribuito a sviluppare i dipartimenti di studi etnici e di studi sulle donne. Sulla scia del Wounded Knee Siege del 1973, è diventata attiva nell'American Indian Movement (AIM) e nell'International Indian Treaty Council, iniziando un impegno a vita per il diritto dei popoli indigeni all'autodeterminazione e ai diritti umani internazionali.
Il suo primo libro, The Great Sioux Nation: An Oral History of the Sioux Nation and its Struggle for Sovereignty, fu pubblicato nel 1977 e presentato come il documento fondamentale alla prima conferenza internazionale sugli Indiani delle Americhe, tenutasi presso la sede delle Nazioni Unite a Ginevra. Il libro è stato pubblicato in una nuova edizione dalla University of Nebraska Press nel 2013. È stato seguito da altri due libri: Roots of Resistance: A History of Land Tenure in New Mexico (1980) e Indians of the Americas: Human Rights and Self-Determination (1984). Ha anche curato due antologie sullo sviluppo economico dei nativi americani mentre dirigeva l'Istituto per lo sviluppo dei nativi americani presso l'Università del New Mexico.
Nel 1981 le fu chiesto di visitare il Nicaragua sandinista per valutare la situazione della proprietà terriera degli indiani miskito nella regione nord-orientale del paese. I suoi due viaggi lì quell'anno coincisero con l'inizio della sponsorizzazione da parte del governo degli Stati Uniti di una guerra per procura per rovesciare i sandinisti, con la regione nord-orientale al confine con l'Honduras che divenne una zona di guerra e la base per un'ampia propaganda condotta dall'amministrazione Reagan contro i sandinisti. In oltre un centinaio di viaggi in Nicaragua e Honduras dal 1981 al 1989, ha monitorato quella che è stata chiamata la guerra di Contra. Racconta di questi anni in Caught in the Crossfire: The Miskitu Indians of Nicaragua (1985) e Blood on the Border: A Memoir of the Contra War (2005).
Nella sua opera An Indigenous Peoples 'History of the United States condanna la Discovery Dottrine e il colonialismo che hanno devastato le popolazioni dei nativi americani negli Stati Uniti. Paragona questa forma di fanatismo religioso alle conquiste moderne di al-Qaeda. Afferma che con gran parte della terra attuale negli Stati Uniti che era presa dall'aggressione e dall'oppressione, "i popoli nativi hanno vaste pretese di riparazioni e restituzione", tuttavia "[nessun importo monetario può compensare le terre sequestrate illegalmente, in particolare quelle sacre terre necessarie affinché i popoli indigeni ritrovino la coerenza sociale ".
È presente nel film di storia femminista She's Beautiful When She's Angry.
È professoressa emerita di studi etnici presso la California State University, Hayward.

## Premi
La Fondazione Lannan ha assegnato a Dunbar-Ortiz il Premio per la libertà culturale 2017, "per i risultati della sua vita di instancabile lavoro".

## Opere selezionate
- Loaded: A Disarming History of the Second Amendment. San Francisco: City Lights Books, 2018. ISBN 9780872867239, OCLC 974677108
- An Indigenous Peoples' History of the United States. New York: Beacon, 2014. ISBN 9780807057834, OCLC 898228330
- The Great Sioux Nation: Sitting in Judgment on America (Random House, 1977), OCLC 12567161; (University of Nebraska Press, 2013). ISBN 9780803244832, OCLC 816026656
- Roots of Resistance: Land Tenure in New Mexico, 1680–1980. Berkeley: University of California, 1980; new edition, Norman: University of Oklahoma Press, 2007. ISBN 9780806138336
- Red Dirt: Growing Up Okie. Verso, June 1997; new edition, Norman: University of Oklahoma Press, 2006. ISBN 9780806137759
- Blood on the Border: Memoir of the Contra War. Boston: South End Press, 2005. ISBN 9780806153841
- Outlaw Woman: A Memoir of the War Years, 1960–75. San Francisco: City Light Books, 2002. ISBN 9780806144795
- The Miskito Indians of Nicaragua: Caught in the Crossfire. London: Minority Rights Group, 1988. ISBN 9780946690596, OCLC 924840272
- Indigenous Peoples: A Global Quest for Justice. (ed.) A Report for the Independent Commission on International Humanitarian Issues, Geneva. London: Zed Press, 1987.
- La Cuestión Mískita en la Revolución Nicaragüense. México D.F.: Editorial Linea, 1986.
- Indians of the Americas: Human Rights and Self-Determination. London: Zed Press; New York: Praeger, 1984. ISBN 9780030009143, OCLC 393606660
- Native American Energy Resources and Development. (ed.) Albuquerque: Institute for Native American Development (INAD), University of New Mexico, 1980. ISBN 9780934090025, OCLC 7584489
- Economic Development in American Indian Reservations. (ed.) Albuquerque: INAD, University of New Mexico, 1979.